# Fórmula 2 Argentina
La Fórmula 2 Argentina es un campeonato de automovilismo, especializado en monoplazas, creado a fines de 2023 por la Asociación Corredores de Turismo Carretera (ACTC), entidad que se encarga de la fiscalización de la misma, como así también de su administración legal y deportiva.

## Historia
La Fórmula 2 Argentina nace como una escisión ocurrida a fines del 2023 dentro de la vieja Fórmula Nacional Argentina, la original Fórmula Renault Argentina, regenteada por la Comisión Deportiva Automovilística (CDA) del Automóvil Club Argentino. Esta escisión fue provocada por los propietarios de diferentes equipos pertenecientes a esta última categoría, quienes descontentos con la falta de respuestas por parte de la entidad rectora de la categoría original, anunciaron su desvinculación del ACA, intentando a su vez traspasar la categoría a la órbita de ACTC. Finalmente, tras recibir la oposición por parte de la CDA a esta última intención (argumentando ser propietarios de la denominación "Fórmula Nacional" y de arrogarse la potestad de ser la única entidad autorizada por la Federación Internacional de Automovilismo (FIA) para otorgar licencias internacionales), los equipos terminaron agrupándose bajo la órbita de ACTC, creando una nueva categoría a la que dieron en llamar «Fórmula 2 Argentina». Esta categoría tuvo su estreno el 17 de marzo de 2024 en el Autódromo Ciudad de Viedma, compartiendo escenario con el Turismo Carretera.
La F2 Argentina, al igual que el TC Pista Mouras, es el cuarto escalón en el camino para ir subiendo hacia el Turismo Carretera, y el campeón de dicha categoría recibirá el pase directo para competir en el TC Mouras. Cumpliendo con el calendario completo del Mouras, los participantes provenientes de la F2 Argentina recibirán el pase para competir en el TC Pista.
Durante el 2024 se disputó el primer campeonato de la nueva categoría, y al final de la temporada Nicolás Suárez se consagró como primer campeón de la misma.